# 萨斯瓦德
萨斯瓦德（Sasvad），是印度马哈拉施特拉邦浦那县的一个城镇。总人口26689（2001年）。

## 人口
该地2001年总人口26689人，其中男性13799人，女性12890人；0—6岁人口3312人，其中男1797人，女1515人；识字率74.97%，其中男性为79.38%，女性为70.26%。